# Ján Haraslín
Ján Haraslín (* 28. února 1953) je bývalý slovenský fotbalista, záložník.

## Fotbalová kariéra
V československé lize hrál za Slovan Bratislava, Nastoupil v 83 ligových utkáních a dal 8 gólů. V nižších soutěžích hrál i za ZVL Žilina. Se Slovanem získal dva tituly mistra (1974 a 1975) a vyhrál s ním československý pohár (1974). Hrál za Slovan i v PMEZ proti Derby County FC. V ročníku 1976–1977 dosáhl v Poháru UEFA ve 4 utkáních 3 gólů.

## Ligová bilance
| Ročník                                      | Zápasy | Góly | Klub              |
| ------------------------------------------- | ------ | ---- | ----------------- |
| 1. československá fotbalová liga 1972/73    | 2      | 0    | Slovan Bratislava |
| 1. československá fotbalová liga 1973/74    | 1      | 0    | Slovan Bratislava |
| 1. československá fotbalová liga 1974/75    | 13     | 1    | Slovan Bratislava |
| 1. československá fotbalová liga 1975/76    | 26     | 2    | Slovan Bratislava |
| 1. československá fotbalová liga 1976/77    | 20     | 3    | Slovan Bratislava |
| 1. československá fotbalová liga 1978/79    | 7      | 1    | Slovan Bratislava |
| 1. slovenská národní fotbalová liga 1979/80 | -      | -    | ZVL Žilina        |
| 1. československá fotbalová liga 1980/81    | 8      | 0    | Slovan Bratislava |
| 1. československá fotbalová liga 1981/82    | 6      | 1    | Slovan Bratislava |
| CELKEM 1. liga                              | 83     | 8    |                   |